# Shira Geffen
Shira Geffen (30 de abril de 1971) es una actriz, guionista, directora de cine y escritora de libros infantiles israelí. 

## Biografía
Shira Geffen nació en 1971. Es hija de Yonatan Geffen, fue cantante, escritor y actor, y Nurit Geffen, actriz, ambos israelíes. Su hermano, Aviv Geffen, es cantante.
Estudió actuación en la escuela de actuación Nissan Nativ. Tras graduarse se presentó en los teatros Habimá y Cámeri de Tel Aviv, así como en el Teatro Khan de Jerusalén
Está casada con el escritor israelí Etgar Keret con quien tiene un hijo llamado Lev.

## Carrera profesional
Además de su carrera teatral, ha desempeñado papeles en diferentes series de televisión y películas. Debutó en la serie Mr. Baum, escrita y dirigida por su tío Assi Dayán. Posteriormente actuó en la serie de televisión BeTipul y ha tenido roles pequeños en otras series, películas y cortometrajes.
Ha escrito y dirigido dos largometrajes: Medusas y Self Made. Medusas fue escrita por ella y dirigida por su esposo; ganó la Cámara de Oro en el Festival de Cine de Cannes de 2007. En 2014, dirigió Self Made, también conocida como Boreg en Israel. La película se presentó en el Festival de Cine de Cannes y en el Festival de Cine de Jerusalén.
Ha publicado cinco libros infantiles de los cuales dos se han traducido al español: Buenas noches, monstruo y La hoja dorada, publicados por la editorial independiente mexicana Leetra. Junto a Keret escribió Noche sin luna, publicado en 2009 por el Fondo de Cultura Económica.

## Premios y reconocimientos
Geffen ganó el Primer Premio del Festival de Teatro Infantil de Haifa en 1998 y el Premio Hadassah en 2003 por su libro La Hoja Dorada, ilustrado por David Polonsky. 
En 2007, Geffen y su esposo Etgar Keret ganaron la Cámara de Oro del Festival de Cannes por Medusas.